# Крупський Олександр Іванович
Крупський Олександр Іванович (25 грудня 1875 р. — 1943, Москва) — акушер-гінеколог, професор, член Української Центральної Ради. Автор перших праць в світі з акушерства й гінекології українською мовою.

## Життєпис

За часів завідування кафедрою

- Народився 25 грудня 1875 р. в Балтському повіті Подільської губернії
- Закінчив Тартуський університет.
- 6-8 квітня 1917 р. — на Всеукраїнському національному конгресі був обраний до складу президії. Тоді ж його обрали до складу Української Центральної Ради УНР від Балтійського флоту та кронштадтського товариства «Просвіта» 2-го[2] та 3-го[3] складів (1917-1918 рр.).
- З 1919 р. — старший асистент, приват-доцент кафедри акушерства і гінекології Київського медичного інституту, Київського університету. Працював у Київському пологовому будинку № 1.
- У 1920 р.- захистив докторську дисертацію «Про щипці Клєланда».
- З 1929 р. — завідувач кафедри акушерства і гінекології Одеського медичного інституту.

- З 1930 по 1936 рр. — завідувач кафедрою акушерства і гінекології Київського медичного інституту, з 1938 р. — Воронезького медичного інституту[ru] імені Бурденко М. Н.. Був заарештований спецслужбою СРСР у справі Спілки визволення України. О. І. Крупський зробив значний внесок у розвиток акушерської допомоги в Україні, зокрема широко застосовував знеболювання пологів (анестезія). Він є першим автором кількох підручників українською мовою та монографій з оперативного акушерства (збірник «Знеболювання пологів» 1931 р., монографія «Ювенільні кровотечі» 1935 р. та ін.). Учнями професора Крупського були П. М. Буйко, Л. Д. Мельник, М. К. Венцковський, А. И. Євдокімов та ін.
- У 1943 р. помер у м. Москві.